# Engelbert Bancher
Engelbert Bancher (* 20. Oktober 1912 in Zuckmantel, Bezirk Freiwaldau; † 19. November 1986) war ein österreichischer Naturwissenschaftler (Pflanzenphysiologe), der als Ordinarius an der Technischen Hochschule in Wien (heute: Technische Universität Wien) das „Institut für Botanik, technische Mikroskopie und organische Rohstofflehre“ von 1958 bis 1986 leitete.

## Karriere
Bancher führte nach Josef Weese (1888–1962) das Institut für Botanik an der Technischen Hochschule in Wien (heute: Technischen Universität Wien) und lehrte Technische Mikroskopie und Organische Rohstofflehre. Er war dort von 1958 bis 1986 Professor und von 1969 bis 1972 Dekan der Fakultät für Naturwissenschaften der Technischen Hochschule Wien.
Gemeinsam mit seinem Assistenten Josef Hölzl gab er das Buch Bau und Eigenschaften der organischen Naturstoffe. Einführung in die organische Rohstofflehre heraus, das in Rohstofflehre und Warenkunde zu einem Standardwerk geworden ist.
Die Funktion des Generalsekretärs der ZOOBOT (Zoologisch-Botanische Gesellschaft) hatte er von 1963 bis 1974 inne.

## Schriften
- mit Karl Höfler: Protoplasma und Zelle. Urban & Schwarzenberg, Wien 1959.
- mit Josef Hölzl: Bau und Eigenschaften der organischen Rohstoffe. Springer, Wien 1965.
- mit Simon Plössl: Ein Jahrhundert Optik aus Österreich. Ausstellung im Technischen Museum, Wien, 6. Dezember 1968 bis 31. Januar 1969, Wien 1968.
- mit Josef Hölzl und Franz Kotlan: Simon Plößl (1794–1868) Optiker und Mechaniker in Wien. Zur Entwicklungsgeschichte der Plößl-Mikroskope. In: Blätter für Technikgeschichte. 31. Heft. Hrsg. von Technisches Museum für Industrie und Gewerbe, Forschungsinstitut für Technikgeschichte, Wien 1969, S. 45–90. doi:10.1007/978-3-7091-2279-2
- mit Josef Hölzl et al.: Institut für Botanik, Technische Mikroskopie und Organische Rohstofflehre an der Technischen Universität Wien. Wien 1979.

## Würdigungen
- Österreichisches Ehrenkreuz für Wissenschaft und Kunst I. Klasse, Verleihung am 16. November 1976
- Großes Ehrenzeichen für Verdienste um die Republik Österreich, Übernahme am 18. Februar 1971
- Großes Goldenes Ehrenzeichen für Verdienste um das Land Wien, Verleihung am 3. Mai 1983, Übernahme am 16. Mai 1983